# Cleora scriptaria
Cleora scriptaria là một loài bướm đêm trong họ Geometridae.